# 29 (عدد)
29 (تسع وعشرون) هو عدد صحيح  يلي العدد 28 ويسبق العدد 30 وهو عدد طبيعي موجب.